# 1ª Divisão 1987-1988 (hockey su pista)
La 1ª Divisão 1987-1988 è stata la 48ª edizione del torneo di primo livello del campionato portoghese di hockey su pista; disputato tra l'11 novembre 1987 e il 26 maggio 1988 si è concluso con la vittoria dello Sporting CP, al suo settimo titolo.

## Stagione

### Formula
La 1ª Divisão 1987-1988 vide ai nastri di partenza quattordici club; la manifestazione fu organizzata con un girone all'italiana, con gare di andata e ritorno per un totale di 30 giornate: erano assegnati tre punti per l'incontro vinto e due punti a testa per l'incontro pareggiato, mentre non ne era attribuito uno solo per la sconfitta. Al termine del campionato la squadra prima classificata venne proclamata campione del Portogallo. Le squadre classificate dal dodicesimo al quattordicesimo posto retrocedettero direttamente in 2ª Divisão, il secondo livello del campionato.

## Classifica finale
|  | Pos. | Squadra             | Pt | G  | V  | N | P  | GF  | GS  | DR   |
|  | ---- | ------------------- | -- | -- | -- | - | -- | --- | --- | ---- |
|  | 1.   | Sporting CP         | 68 | 26 | 21 | 0 | 5  | 186 | 87  | +99  |
|  | 2.   | Porto               | 65 | 26 | 17 | 5 | 4  | 126 | 68  | +58  |
|  | 3.   | Paço de Arcos       | 64 | 26 | 17 | 4 | 5  | 138 | 72  | +66  |
|  | 4.   | Barcelos            | 59 | 26 | 15 | 3 | 8  | 137 | 91  | +46  |
|  | 5.   | Benfica             | 57 | 26 | 14 | 3 | 9  | 142 | 107 | +35  |
|  | 6.   | Oliveirense         | 56 | 26 | 12 | 6 | 8  | 107 | 93  | +14  |
|  | 7.   | Juventude Viana     | 53 | 26 | 12 | 3 | 11 | 99  | 76  | +23  |
|  | 8.   | Turquel             | 52 | 26 | 12 | 2 | 12 | 109 | 120 | -11  |
|  | 9.   | Parede              | 51 | 26 | 12 | 2 | 12 | 105 | 106 | -1   |
|  | 10.  | Sporting Tomar      | 49 | 26 | 11 | 1 | 14 | 114 | 150 | -36  |
|  | 11.  | Sanjoanense         | 49 | 26 | 10 | 3 | 13 | 115 | 109 | +6   |
|  | 12.  | Ferpinta            | 42 | 26 | 7  | 3 | 16 | 100 | 119 | -19  |
|  | 13.  | Juventude Salesiana | 31 | 26 | 2  | 1 | 23 | 97  | 231 | -134 |
|  | 14.  | Cucujaes            | 30 | 26 | 1  | 2 | 23 | 65  | 208 | -143 |

Legenda:
  Vincitore della Coppa del Portogallo 1987-1988.
      Campione del Portogallo e qualificato alla Coppa dei Campioni 1988-1989.
      Eventuali altre squadre qualificate alla Coppa dei Campioni 1988-1989.
      Qualificato in Coppa delle Coppe 1988-1989.
      Qualificato in Coppa CERS 1988-1989.
      Retrocesse in 2ª Divisão 1988-1989.
Note:
Tre punti a vittoria, due a pareggio, uno a sconfitta.